# Visakha FC
Visakha là một câu lạc bộ bóng đá ở Phnôm Pênh, Campuchia. Đội chơi ở Giải vô địch bóng đá Campuchia, bộ phận hàng đầu của bóng đá Campuchia.

## Đội hình hiện tại
Ghi chú: Quốc kỳ chỉ đội tuyển quốc gia được xác định rõ trong điều lệ tư cách FIFA. Các cầu thủ có thể giữ hơn một quốc tịch ngoài FIFA.
| Số | VT | Quốc gia         | Cầu thủ                    |
| -- | -- | ---------------- | -------------------------- |
| 1  | TM | Campuchia        | Keo Soksela                |
| 4  | HV | Cộng hòa Nam Phi | Mohammed Khan (đội trưởng) |
| 5  | HV | Campuchia        | Sor Rotana                 |
| 6  | HV | Campuchia        | Tes Sambath                |
| 7  | TV | Campuchia        | Teath Kimheng              |
| 8  | TĐ | Nhật Bản         | Takumu Nishihara           |
| 9  | TĐ | Campuchia        | Reung Bunheing             |
| 11 | TV | Campuchia        | Sin Kakada                 |
| 12 | TĐ | Campuchia        | Voeun Va                   |
| 13 | TV | Campuchia        | Koem Chayheng              |
| 17 | TV | Brasil           | Marcos Vinícius            |
| 19 | HV | Campuchia        | Cheng Meng                 |
| 20 | HV | Campuchia        | Sin Sophanat               |
| 22 | TM | Campuchia        | Hul Kimhuy                 |

| Số | VT | Quốc gia   | Cầu thủ          |
| -- | -- | ---------- | ---------------- |
| 23 | TV | Campuchia  | In Sodavid       |
| 24 | TV | Campuchia  | Chrerng Polroth  |
| 25 | HV | Campuchia  | Ken Chansopheak  |
| 26 | HV | Campuchia  | Chan Sarapich    |
| 27 | HV | Campuchia  | Ouk Sovann       |
| 28 | TV | Uzbekistan | Alisher Mirzaev  |
| 29 | TĐ | Campuchia  | Sa Ty            |
| 33 | TM | Campuchia  | Chhert Samdy     |
| 37 | TV | Cameroon   | Emmanuel Mbarga  |
| 47 | TĐ | Campuchia  | Phoeuk Thatthai  |
| 66 | TĐ | Campuchia  | Mean Chanrith    |
| 69 | TĐ | Campuchia  | Nat Neth         |
| 88 | TV | Campuchia  | Sin Sovannmakara |
| 99 | HV | Campuchia  | Leng Nora        |

### Cho mượn
Ghi chú: Quốc kỳ chỉ đội tuyển quốc gia được xác định rõ trong điều lệ tư cách FIFA. Các cầu thủ có thể giữ hơn một quốc tịch ngoài FIFA.
| Số | VT | Quốc gia   | Cầu thủ                                       |
| -- | -- | ---------- | --------------------------------------------- |
| 3  | HV | Campuchia  | Chhong Bunnath (đến Nagaworld)                |
| 13 | TM | Campuchia  | Sang Hankhun (đến Prey Veng)                  |
| 21 | TĐ | Đông Timor | Mouzinho (đến SLB Laulara)                    |
| 22 | TM | Campuchia  | Vireak Dara (đến Preah Khan Reach Svay Rieng) |
| 26 | HV | Campuchia  | Rous Samoeun (đến Prey Veng)                  |
| 47 | TĐ | Campuchia  | Rath Virak (đến Prey Veng)                    |
| 77 | TĐ | Campuchia  | Ky Rina (đến Prey Veng)                       |

### Cầu thủ có nhiều hơn 1 quốc tịch
- Leng Nora